# Грязин, Игорь Николаевич
Игорь Николаевич Грязин (эст. Igor Gräzin; род. 27 июня 1952, Тарту) — советский правовед, эстонский политик. Доктор юридических наук.

## Биография
Окончил юридический факультет Тартуского университета (1975). В 1979 году защитил во Всесоюзном заочном юридическом институте диссертацию на соискание учёной степени кандидата юридических наук «Методологические основы теории толкования правовых текстов: Критический анализ современных англо-американских буржуазных концепций», в 1986 году — диссертацию на соискание учёной степени доктора наук «Критика методологических основ современной англо-американской буржуазной теории права» (Институт государства и права АН СССР). Преподавал в Тартуском университете, исполнял обязанности заместителя декана и помощника ректора, затем в 1988—1989 годах работал заведующим отделом Института философии, социологии и права Академии наук Эстонской ССР. Опубликовал книгу об Иеремии Бентаме (1990). Под редакцией Грязина вышел ряд сборников по правоведению и истории права, в том числе «Теоретические проблемы юридической практики» (1990), «Внетеоретические формы отражения права» (1990), «Из истории юридического образования в Эстонии в XVII—XIX веках» (1989). В 1975—1990 годах член КПСС.
В 1989 году был избран народным депутатом СССР от Пярнуского сельского национально-территориального избирательного округа № 473 Эстонской ССР. Входил в состав Комитета Верховного Совета СССР по вопросам архитектуры и строительства.
В 1994 году стал одним из основателей Партии реформ Эстонии. С 2011 года руководитель территориальной организации партии в Тартуском уезде. Депутат Рийгикогу — Парламента Эстонии — в 1995—1999 годах и с 2005 года.

## Личная жизнь
Был женат на политике Марет Марипуу, в 2001 году родился сын Каспар.